# Черненко, Александр Романович
Черненко Александр Романович (укр. Черненко Олександр Романович; 25 декабря 1924, Аджамка, Одесская губерния — 1 апреля 1996, Кривой Рог, Днепропетровская область) — советский и украинский учёный в горнорудном деле, доктор технических наук, профессор, вице-президент Академии горных наук Украины, директор Научно-исследовательского горнорудного института (1977—1993), лауреат премии Совета Министров СССР.

## Биография
Родился 25 декабря 1924 года в селе Аджамка (ныне в Кировоградской области).
В 1944—1945 годах принимал участие в боевых действиях 46-й армии 3-го Украинского фронта.
В 1951 году окончил Криворожский горнорудный институт. С 1951 года начал трудовой путь на шахтах Кривбасса: работал помощником энергетика, начальником внутришахтного транспорта шахты «Коммунар», старшим энергетиком, старшим механиком, заместителем главного инженера шахты имени Ворошилова, начальником шахты «Коммунар» (1957—1958), начальником шахты «Гигант» рудоуправления имени Ф. Э. Дзержинского (1958—1963), руководил пуском шахты «Гигант-Глубокая». Благодаря научной организации труда, применению новых технологий и улучшению условий труда рабочих производительность труда выросла в несколько раз.
В 1963—1971 годах — управляющий рудоуправлением имени Коминтерна, в 1971—1977 годах — управляющий рудоуправлением имени С. М. Кирова, мощность которого выросла до 7600 тысяч тонн руды.
Уделял большое внимание улучшению социально-бытовой инфраструктуры проживания и труда рабочих. Многократно избирался депутатом районного и городского совета Кривого Рога.
Умер 1 апреля 1996 года в городе Кривой Рог.

## Научная деятельность
В 1967 году без отрыва от производства защитил кандидатскую диссертацию «Повышение эффективности пневмоударного бурения в условиях шахт Кривбасса», в 1986 году защитил докторскую диссертацию «Повышение эффективности подземной разработки месторождений богатых железных руд Кривбасса». В результате проведённых исследований и их внедрения возросла эффективность разработки руд слабых и средней прочности, склонных к слеживанию под давлением обрушенных пород на большой глубине, с минимальными затратами, созданы новые высокоэффективные конструкции систем разработки с вибровыпуском руды и механизированные комплексы с экономическим эффектом более двух десятков миллионов рублей.
В 1977—1993 годах возглавлял научно-исследовательский горнорудный институт (НИГРИ). Обладая разносторонним практическим опытом, направил усилия коллектива института на связь науки с производством и увеличение объёмов внедрения научных разработок в производство. В институте было создано специализированное управление с шахтной производственной базой для испытания создаваемой техники и новых схем технологических процессов, были расширены производственные мастерские и конструкторское отделение. Была разработана новая технология производства бурового инструмента повышенной стойкости на уровне лучших зарубежных аналогов. По инициативе А. Р. Черненко впервые в отрасли были разработаны и реализованы комплексно-целевые программы, которые предусматривали повышение производительности труда и повышение эффективности производства, двумя из которых он непосредственно руководил. В 1983 году за разработку прогрессивных технологий добычи руд чёрных металлов и повышения эффективности горнорудного производства НИГРИ был награжден орденом Трудового Красного Знамени. В эти годы на базе НИГРИ ежегодно проводились международные конференции и семинары, в 1989 году — совещание руководителей федерации научно-технического общества металлургов социалистических стран. В 1991 году А. Р. Черненко был избран вице-президентом Академии горных наук Украины. Одним из важных направлений исследований А. Р. Черненко считал управление технологическими процессами с целью уменьшения последствий добычи руды на состояние окружающей среды в Кривбассе. Последние годы занимался программой дальнейшего развития Кривбасса и проблемой создания технологии разработки техногенных месторождений и утилизации отходов предприятий.
Доктор технических наук, профессор. Являлся соавтором более 200 научных работ, 3 монографий, 54 изобретений. Внёс существенный вклад в совершенствование техники и технологии добычи руд чёрных металлов, значительного повышения стойкости буровых инструментов.

### Научные труды
- Черненко А. Р., Чирков Ю. И. Подземная разработка мощных железорудных месторождений. — М.: Недра, 1985. — 238 с.
- Черненко А. Р., Семешин В. З. Подземный горнорабочий рудной шахты: Справочник рабочего. — М.: Недра, 1990. — 255 с.
- Черненко А. Р., Черненко В. А. Подземная добыча богатых железных руд. — М.: Недра, 1992. — 224 с.
- Черненко А. Р., Кунец Г. О., Данилин О. П. Проходка горных выработок на шахтах Кривбасса по типовым паспортам БВР // Горный журнал. — 1983. — № 1. — С. 34—37.
- Черненко А. Р., Крыжный В. Г., Корнет Э. А., Дидок А. В. Результаты испытаний новых буровых штанг // Металлургическая и горнорудная промышленность. — 1986. — № 3. — С. 48—49.
- Черненко А. Р., Олейник Н. А., Андрейчук В. Е. Параметры массового обрушения руды в шахтах и средства его осуществления // Металлургическая и горнорудная промышленность. — 1988. — № 1. — С. 43—45.
- Черненко А. Р., Семешин В. З., Прилипенко Е.Д. Приоритетные направления технологии подземной добычи руд // Сб.: Разработка руд чёрных металлов. — Кривой Рог: НИГРИ, 1989. — С. 14—18.
- Черненко А. Р., Черненко В. А. Способ бурения горных пород. Авторское свидетельство СССР 899887. Опубл. 23.01.1982.
- Черненко А. Р., Коваленко Б. П., Корнет Э. А., Иончиков А. Н. Устройство аварийной защиты подъёмных сосудов с направляющей рамкой. Авторское свидетельство СССР № 594001. Опубл. 23.09.1990.
- Черненко А. Р., Пшеничный В. Н., Римарчук Б. И., Козлик В. И. [UA] Сепаратор. Патент РФ 2038848. Опубл. 09.07.1995.

## Награды
- Медаль «За взятие Будапешта»;
- Медаль «За взятие Вены»;
- Медаль «За освобождение Белграда»;
- Медаль «За победу над Германией в Великой Отечественной войне 1941—1945 гг.»;
- Юбилейная медаль «Двадцать лет Победы в Великой Отечественной войне 1941—1945 гг.»;
- памятный знак «50 лет освобождения Украины»;
- Орден Ленина (1971);
- Дважды орден Трудового Красного Знамени (1966, 1983);
- Знак «Шахтёрская слава» трёх степеней;
- Нагрудный знак «Изобретатель СССР»;
- Медаль «В ознаменование 100-летия со дня рождения Владимира Ильича Ленина»;
- Медали ВДНХ: 2 золотые, 1 серебряная, 3 бронзовые.